# Кремок (Осиповичский район)
Кремо́к (бел. Крамо́к) — деревня в Осиповичском районе в Могилёвской области Белоруссии. Расположена в 30 км от города Осиповичи, в 14 км от железнодорожной станции Фаличи, на левом берегу реки Птичь.

## История
Известна с XVIII столетия. В 1797 г. деревня Бобруйского уезда, Минской губернии, собственность Доминика Радзивила. В середине XIX столетия принадлежала князю Л. П. Витгенштейну, входила в имение Житин. В 1897 г. в Житинской волости, 100 хозяйств, 645 жителей, хлебозапасной магазин, корчма. В 1917 г. 159 хозяйств, 892 жителя, народное училище. После Октябрьской революции на базе училища основана трудовая школа 1-й степени. В 1967 г. — объединение деревни Юровичи вместе с Кремком В 2001 году 99 хозяйств, 164 жителя, колхозная усадьба, ремонтная мастерская, магазин, православный храм, дом культуры, мельница.